# Phytotherapy Research
Phytotherapy Research, abgekürzt Phytother. Res., ist eine wissenschaftliche Zeitschrift, die vom Wiley-Verlag veröffentlicht wird. Die erste Ausgabe erschien im März 1987. Derzeit erscheint die Zeitschrift monatlich. Es werden Artikel veröffentlicht, die sich mit pharmakologischen und toxikologischen Eigenschaften von Pflanzen und Naturprodukten sowie deren klinischer Anwendung beschäftigen.
Der Impact Factor lag im Jahr 2019 bei 4,087. Nach der Statistik des ISI Web of Knowledge wird das Journal mit diesem Impact Factor in der Kategorie medizinische Chemie an 15. Stelle von 61 Zeitschriften und in der Kategorie Pharmakologie und Pharmazie an 58. Stelle von 271 Zeitschriften geführt.
Chefredakteur ist Angelo A. Izzo von der Universität Neapel Federico II.